# Мафия
Ма́фия (итал. mafia) — организованное преступное сообщество, сформировавшееся на Сицилии во второй половине XIX века и впоследствии распространившее свою активность на крупные экономически развитые города США и некоторые другие страны. Представляет собой объединение (так называемую «семью») криминальных групп, имеющее общую организацию, структуру и кодекс поведения (омерту). Каждая группа действует, осуществляя рэкет (организованная преступность) на определённой территории — в районе большого города, небольшом городе или целом регионе страны.
Мафио́зо — член мафии; мн.ч. мафио́зи; в качестве самоназвания часто используется эвфемизм человек чести.
В начале XXI века западные криминалисты пришли к заключению, что многие коренные итальянские преступные группировки испытывают системный кризис и теряют свои позиции. Ключевой причиной их упадка были названы планомерные репрессии правоохранительных органов, начатые против мафии в 1990-х годах. Кроме этого, негативное влияние на перспективы развития итальянских преступных групп оказала их внутренняя система легитимизации и культурные нормы, которые затруднили им диверсификацию своей нелегальной деятельности. В результате многие мафиозные кланы Южной Италии оказались отстранены от международных финансовых потоков, а кланы Северной и Центральной Италии начали уступать свою территорию новым преступным группировкам, состоящим, преимущественно, из приезжих мигрантов. Собранная статистика по количеству арестованных и осуждённых мафиози, а также по объёмам конфискованного имущества подтверждает эти выводы.
В настоящее время термин «мафия» зачастую используют обобщающе для обозначения любых этнических преступных группировок, полностью или частично повторяющих организацию и структуру сицилийской мафии Коза ностра (например, действующие также в Италии — Каморра, Ндрангета и Сакра Корона Унита, Грузинская мафия, Русская мафия, мексиканская мафия, ирландская мафия, Якудза, Триада).

## Этимология
До сих пор точно не установлено происхождение слова «mafia» (в ранних текстах — «maffia»), и поэтому существует множество предположений различной степени достоверности.
Сицилийское прилагательное «mafiusu» может происходить от сленгового арабского «mahyas», означающего «настойчивое хвастовство, бахвальство», либо от «marfud» — в дословном переводе «негодный», а в приблизительном — «хвастливый, дерзкий». Согласно изысканиям социолога Диего Гамбетты, в XIX веке на Сицилии «mafiusu» в отношении людей имело два значения — «задира, хулиган; заносчивый, самоуверенный», но в то же время «бесстрашный, предприимчивый, гордый». Также есть версия, что «мафия» в сицилийском диалекте означала что-то восхитительное, например, красивый дом называли «casa mafiusedda». Существует предположение о политической расшифровке слова как аббревиатуры «Мадзини разрешает грабежи, поджоги и отравления» (итал. Mazzini autorizza furti, incendi, avvelenamenti).
Распространена легенда, что во время Сицилийской вечерни, народного восстания против французов (анжуйцев) в 1282 году, появился лозунг «Смерть Франции, вздохни, Италия» (итал. Morte Alla Francia, Italia Anela), в котором первые буквы составляющих его слов образовывали «mafia». В ходе восстания действительно было убито большинство французов, остальные бежали с острова. Однако эта версия подвергается критике, поскольку идея единства итальянских государств не пользовалась на Сицилии широкой популярностью в течение столетий. К этому же восстанию относят легенду о женщине, кричавшей на улице: «Моя дочь!» (итал. Mia figlia!).
Впервые слово «мафия» в отношении преступных группировок, вероятно, было употреблено в 1863 году в поставленной в Палермо комедии Гаэтано Моска и Джузеппе Риццотто «Мафиози из тюрьмы Викариа» (итал. I mafiusi di la Vicaria). Хотя слова «мафия» и «мафиози» ни разу не упоминались в тексте, их добавили в название для придания местного «колорита»; в комедии речь идёт о банде, сформировавшейся в тюрьме Палермо, традиции которой аналогичны традициям мафии (босс, ритуал инициации, покорность и смирение, «крышевание»). В современном своём значении термин вошёл в обращение после того, как префект Палермо Филиппо Антонио Гвалтерио (итал. Filippo Antonio Gualterio) применил это слово в официальном документе за 1865 год. Маркиз Гвалтерио, присланный из Турина в качестве представителя итальянского правительства, писал в своём докладе, что «так называемая мафия, то есть преступные ассоциации, стала смелее».
Итальянский депутат парламента Леопольдо Франчетти, путешествовавший по Сицилии и написавший один из первых авторитетных отчётов о мафии в 1876 году, охарактеризовал последнюю как «индустрию насилия» и дал ей такое определение: «термин „мафия“ подразумевает класс жестоких преступников, готовых и ждущих для себя названия, которое описало бы их, и, следуя их особому характеру и важности в жизни сицилийского общества, они имеют право на другое имя, отличное от вульгарного „преступники“ в других странах». Франчетти видел, как глубоко мафия укоренилась в обществе Сицилии, и понимал, что невозможно положить ей конец без фундаментальных изменений в социальной структуре и учреждениях всего острова.
В романе Марио Пьюзо «Крёстный отец» указывается, что слово «мафия» на сицилийском диалекте означает «убежище».

## История
Мафия сформировалась в период беззакония и слабости государственных структур власти на Сицилии в период правления династии Бурбонов и постбурбоновский период как структура, регулирующая взаимоотношения в сицилийском обществе (в это же время в Неаполе формируется аналогичная криминальная структура — каморра). Однако социально-политические предпосылки к возникновению мафии появились задолго до этого.
До объединения Италии в 1860 году Сицилия в течение почти двух столетий находилась под иностранным господством. Эксплуатация и репрессии, которым подвергались сицилийцы, привели к тому, что в среде местного населения начали возникать разрозненные группы бандитов, которые грабили богатых чужестранцев. Эти группы нередко делились награбленным с односельчанами, чем снискали их поддержку и содействие. Постепенно в среде местного населения отношение к бандитам становилось более терпимым. Нередко преступные группировки давали бедным крестьянам ссуды в рассрочку, улаживали конфликты между торговцами и т. д. Таким образом, сформировалась социальная база для будущего возникновения собственно мафии. Дальнейшее развитие мафии происходило во время расцвета бизнеса, связанного с выращиванием и продажей цитрусовых.
В конце XIX — начале XX веков сицилийцы, в первую очередь по экономическим причинам, массово мигрировали в США, где успешно переносили традиции мафии как общественно-криминальной структуры в американское общество, при этом и на самой Сицилии мафия продолжала существовать и развиваться. 

Maffia в Сицилии — то же самое, что клан в Корсике, только в более широком виде. Члены одного и того же клана вступают в соглашение, с тем чтобы всеми законными или преступными, мирными или кровавыми путями, безразлично, захватить все избирательные должности, овладеть suqillo (печатью мэрии) и пускать в ход в свою пользу всяческие притеснения против враждебного класса. Maffiosi преследуют ту же цель против всех, кто не примыкает к их ассоциации...
...Разве не царил когда-то дух клана на всем континенте, поддерживая обособленность каждого поселка, каждого кастелянского округа? Если же он постепенно заменился более широкими воззрениями, то не произошло ли это лишь в той мере, в какой разные племена ассимилировались друг с другом при посредстве продолжительного обмена всякого рода примеров? И не объясняется ли таким образом то, что, оставшись чуждыми этой непрерывной взаимности влияний, подобно тому, как озера не испытывают на себе влияния морских приливов, Корсика и Сицилия сохранили оригинальную исключительность и невосприимчивость их нравственного чувства, такую странную на наш взгляд?..
...Есть действительно переходные степени между городским и сельским грабительством; сама maffia служит этому доказательством. В том виде, как мы ее только что описали, она понемногу исчезает с 1877 года благодаря энергичной репрессии итальянского правительства; но, как бы в отместку, она растет в своих городских формах. Спускаясь с гор к побережьям, она изменяет свой характер; в горах, в своей первобытной форме, maffia просто груба; по морским побережьям и в городах она, может быть, более кровожадна, но, главное, более коварна и утонченна, ее организация совершенствуется, ее орудия обновляются. Рабочий класс начинает присоединяться к maffia. Рабочие ассоциации уже всегда обязываются в их статутах (что иногда подразумевается, а иногда выражается вполне ясно) запастись адвокатом-сочленом «на случай, когда кто-либо будет обвиняться в каком-нибудь преступлении», и вместе с тем обязываются поддерживать семью осужденного во время его заточения.
Таким образом формируются преступные общества (последняя форма maffia), опутывающие своими нитями одновременно и земледелие, и промышленность, они делаются господами полей и города, обирают, с одной стороны, собственников, но более искусно, чем прежде, с другой стороны, пользуются кредитом, повышают и понижают по своему усмотрению цены на места на Палермской площади, на отдачу с торгов общественных работ или секуляризованных церковных имуществ. Эти общества можно рассматривать как синтез двух видов грабительства, сравниваемых нами, или как нечто вроде перехода от одного вида к другому. Они носят привлекательные названия — fratellenza, fratuzzio, amoroso и т.д.
— Г. Тард, Преступник и преступление, 1906 год
После прихода к власти в 1922 году в Италии фашисты объявили сицилийской мафии войну на полное уничтожение. Муссолини не допускал самого факта существования организованной группы, неподконтрольной государству, а тем более совершающей против государства уголовные преступления, что шло вразрез с официальной идеологией итальянского фашизма, а также в связи с угрозой потери реальной власти Рима над Сицилией. В 1924 году на Сицилию был отправлен Чезаре Мори, получивший за свои действия по наведению порядка на острове прозвище «Железный префект». Он был назначен на должность префекта Трапани, а позже переведён в Палермо. Муссолини дал Мори особые полномочия и полную свободу действий по искоренению мафиозных структур любым способом. Сотни сицилийцев арестовывались полицией и чернорубашечниками по малейшему подозрению в причастности к мафии. Их держали в тюрьмах, выбивая признательные показания в причастности к мафии и требовали выдать членов мафии. Брались в заложники их родственники, вплоть до женщин и детей. Часто блокировались целые сицилийские деревни и города, если были подозрения, что их жители как-то связаны с мафией, после чего проходили жестокие облавы во всех домах.
Подобные радикальные действия возымели свой эффект. Сицилийская мафия была практически нейтрализована, многие её члены бежали из страны, большая часть была посажена в тюрьмы. Преступность на Сицилии резко пошла на убыль. Однако оставшиеся мафиози возненавидели Муссолини и при первой же возможности отомстили. Когда в июле 1943 года на остров высадились англо-американские войска, мафия наладила с их командованием контакт и всячески содействовала союзникам.
В связи с возникновением сепаратистского движения в Сицилии в 1920—1930-х годах центральное правительство в мае 1945 года было вынуждено предоставить Сицилии некоторую степень автономии. В следующем году были проведены выборы в местные органы власти. Левый блок социалистов и коммунистов Blocco del Popolo получил большинство голосов избирателей. Христианские демократы, монархисты и сепаратисты остались в меньшинстве. Мафия была особенно враждебно настроена к левым, в связи с чем христианские демократы втайне начали использовать «услуги» мафии для запугивания избирателей с целью заставить их голосовать за правых. Вследствие этого в 1948 году христианские демократы удвоили своё представительство в местном законодательном органе. Этот успех стал прочной основой негласного сотрудничества правых партий с сицилийской мафией, что обеспечивало их неизменный успех на выборах в течение почти всего послевоенного периода.
Тем не менее, процесс эволюции демократической системы Италии затронул и Сицилию, где начиная с 1960—1970-х годов начали приниматься более серьёзные меры для подрыва влияния мафии: аресты главарей организации, полицейские рейды и т. п. стали обычными и регулярными явлениями, которые, в свою очередь, привели к убийствам прокуроров, судей и представителей других правоохранительных органов, участвовавших в борьбе против мафии. Серьёзный удар по членам мафиозных кланов был нанесен в 1992—1993 годах в рамках полицейской операции «Чистые руки», инициатором которой стал вице-прокурор Милана Антонио ди Пьетро.

### Аресты руководителей мафии в Италии
Органы внутренних дел Италии с разным успехом в течение многих десятилетий ведут борьбу с мафией. В ноябре 2009 года итальянская полиция арестовала второго по значимости главаря сицилийской мафии — Доминико Раччулья. По словам министра внутренних дел Италии Роберто Марони, этим был нанесён один из тяжелейших ударов по мафии за последние годы. Ранее, в октябре 2009 года, итальянской полиции удалось задержать трёх важнейших главарей каморры — братьев Паскуале, Сальваторе и Кармине Руссо.
11 мая 2009 года органами внутренних дел Италии в городе Рочелла-Ионика арестован один из 30 самых опасных преступников Италии — Сальваторе Колуччо. Он скрывался от правосудия с 2005 года, возглавляя «ндрангету», базирующуюся в Калабрии. Полицейские обнаружили Колуччо в бункере, который был оборудован автономным электрогенератором и системой кондиционирования воздуха; в убежище нашлись значительные запасы продовольствия.
В январе 2023 года в Палермо был арестован 60-летний босс сицилийской мафии Маттео Мессина Денаро, который скрывался от полиции более 30 лет.

## Организация
Криминальные сообщества, составляющие мафию, называются «семьями» (также «кланами» или «косками»). Они «управляют» определённым районом, городом или регионом (например, Сицилией, Неаполем, Калабрией, Апулией и т. д.). Членами семьи могут быть только чистокровные итальянцы, а в сицилийских семьях — чистокровные сицилийцы. Прочими участниками группировки могут быть только белые католики. Члены семьи соблюдают омерту.

### Типичная структура «семьи»

Типичная иерархия мафиозной семьи.

- Дон (итал. don, итал. capomafioso) — глава семьи. Получает сведения о любом «деле», совершаемом каждым членом семьи. Дон избирается голосованием капо. В случае равенства количества голосов проголосовать также должен подручный Дона. До 1950-х годов в голосовании участвовали вообще все члены семьи, но впоследствии от этой практики отказались, поскольку она привлекала внимание правоохранительных органов.
- Младший босс, или подручный (англ. underboss) — «заместитель» дона, второй человек в семье, который назначается самим доном. Подручный несёт ответственность за действия всех капо. В случае ареста или смерти дона подручный обычно становится действующим доном.
- Консильери (итал. consigliere) — советник семьи, человек, которому дон может доверять и к советам которого прислушивается. Он служит посредником при разрешении спорных вопросов, выступает посредником между доном и подкупленными политическими, профсоюзными или судебными деятелями либо выполняет роль представителя семьи на встречах с другими семьями. У консильери, как правило, нет собственной «команды», в подчинении у них обычно находится только один «солдат». Несмотря на это, они всё равно имеют значительное влияние в семье. При этом у консильери обычно есть и законный бизнес, например, адвокатская практика или работа биржевым маклером.
- Капореджиме (итал. caporegime), капо, или капитан — глава «команды», или «боевой группы» (состоящей из «солдат»), который несёт ответственность за один или несколько видов криминальной деятельности в определённом районе города и ежемесячно отдаёт боссу часть доходов, получаемых с этой деятельности («засылает долю»). В семье обычно 6—9 таких команд, и в каждой из них — до 10 солдат. Капо подчиняется подручному либо самому дону. Представление в капо делает подручный, но непосредственно капо назначает лично дон.
- Солдат (англ. soldier, итал. regime) — самый младший член семьи, которого «ввели» в семью, во-первых, поскольку он доказал для неё свою полезность, а во-вторых, по рекомендации одного или нескольких капо. После избрания солдат обычно попадает в ту команду, капо которой рекомендовал его.
- Соучастник (англ. associate) — ещё не член семьи, но уже человек, наделённый определённым статусом. Он обычно выполняет функции посредника при сделках по продаже, например, наркотиков, выступает в роли подкупленного представителя профсоюза или бизнесмена и других.[14]. Когда появляется «вакансия», один или несколько капо могут рекомендовать произвести полезного соучастника в солдаты. В случае, если таких предложений несколько, а вакантное место одно, кандидатуру выбирает дон.

### «Десять заповедей»
«Десять заповедей Коза Ностры» (англ. Ten Commandments) — неофициальный свод законов, которым должен следовать каждый член мафии. Впервые этот документ был обнаружен 5 ноября 2007 года при аресте влиятельного члена «Коза Ностры» — Сальваторе Ло Пикколо, перенявшего, как выяснилось в дальнейшем, бразды правления от предыдущего «крёстного отца», Бернардо Провенцано. Документ хранился в кожаном портфеле среди других деловых бумаг арестованного.
В число заповедей входят следующие.
1. Никто не может сам подойти и представиться кому-то из «наших» друзей. Он должен быть представлен другим нашим другом.
2. Никогда не смотрите на жён, мужей друзей.
3. Не допускайте, чтобы вас видели в обществе полицейских.
4. Не ходите в клубы и бары.
5. Ваш долг — всегда находиться в распоряжении «Коза Ностры», даже если ваша жена рожает.
6. Всегда являйтесь на назначенные встречи вовремя.
7. С жёнами, мужьями надо обращаться уважительно.
8. Если вас просят дать любую информацию, отвечайте правдиво.
9. Нельзя присваивать деньги, которые принадлежат другим членам «Коза Ностры» или их родственникам.
10. В «Коза Ностру» не могут входить следующие лица: тот, чей близкий родственник[16][17] служит в полиции; тот, чей родственник или родственница изменяет супруге (супругу); тот, кто ведёт себя дурно и не соблюдает нравственных принципов.

По другим данным, «Десять заповедей» не имеют традиционной истории и были написаны самим Ло Пикколо как наставление молодому поколению.

## Американская мафия
В конце XIX века все четыре ответвления итальянской мафии укоренились на восточном побережье США. В 1920-е годы «Сухой закон» в США сильно способствовал росту доходов и обострению конкуренции мафиозных банд, вплоть до массовых убийств. В Италии в 1943—1945 годы мафия в лице авторитетного и в США, и на Сицилии босса Лаки Лучано, активно помогала антифашистам и англо-американским войскам. Влияние итальянской мафии в США достигло своей высшей точки в середине XX века. Тандем мафии и профсоюзов в середине 1950-х годов вынудил правительство пойти на уступки последним. Начиная с 1960-х годов мафия в США жёстко конкурирует с организованными преступными группировками афроамериканцев, мексиканцев, колумбийцев и китайцев, поддерживает контакты со славянскими организованными преступными группировками и «Арийским братством».
Расследования, проведённые ФБР в 1970—1980-х годах, значительно уменьшили её влияние. В настоящее время мафия в США представляет собой сеть преступных организаций страны, использующих своё положение для контроля над большей частью чикагского и нью-йоркского криминального бизнеса. Ею также поддерживаются связи с сицилийской мафией.
Сегодняшнюю структуру итало-американской мафии, которая в целом повторяет итальянскую, а также пути её деятельности во многом определил Сальваторе Маранцано — «босс боссов» (убитый Лаки Лучано через шесть месяцев после избрания). Последней тенденцией в организации семьи является появление двух новых «должностей» — уличный босс (англ. street boss) и семейный посыльный (англ. family messenger), — введённых бывшим боссом семьи Дженовезе Винсентом Джиганте.

## Криминальные сообщества в различных странах мира

### Итальянские сообщества

#### Ведущие организации
- Коза Ностра (Сицилия)
- Каморра (Кампания)
- Ндрангета (Калабрия)
- Сакра Корона Унита (Апулия)
- Стидда (Сицилийские провинции Кальтаниссетта и Агридженто)

#### Прочие организации
- Банда-делла-Мальяна (итал. Banda della Magliana) (Рим) — не действует
- Базилиски (итал. Basilischi) (Базиликата)
- Анонимиа Сарда или Аномиа Секвестри (Сардиния)
- Мала-дель-Брента (итал. Mala del Brenta) (Венеция) — не действует

### Итало-американские сообщества
- «Пять Семей» Нью-Йорка:

- «Семья» Бонанно
- «Семья» Гамбино
- «Семья» Дженовезе
- «Семья» Коломбо
- «Семья» Луккезе

- «Детройтское товарищество» (англ. Detroit Partnership)
- «Чикагская организация» (англ. Chicago Outfit)
- Кливлендская «семья»
- Пурпурная банда Восточного Гарлема («Шестая семья»)
- «Семья» из Буффало
- «Семья» Буффалино
- Семья Декавальканте (Нью-Джерси)
- «Семья» из Лос-Анджелеса (англ.)
- Семья из Канзас-Сити
- «Семья» из Нового Орлеана (англ.)
- Семья Патриарка
- «Семья» из Питтсбурга
- «Семья» из Сент-Луиса (англ.)
- «Семья» Трафиканте
- Филадельфийская «семья»

### Иные этнические сообщества
- Чёрная мафия
- Албанская мафия
- Азербайджанская мафия (США, Европа, Россия, Турция)
- Сербская мафия
- Армянская мафия (см. Армянская Сила) (США, Восточная Европа, Передняя Азия, Африка,)[18]
- Болгарская мафия[19]
- Грузинская мафия (Россия, Европа)[20]
- Еврейская мафия (США)
- Ирландская мафия (США)[21]
- Колумбийские наркокартели: Медельинский картель, Картель Кали, Картель Северной долины
- Мексиканская мафия (Мексика, США). Не следует путать с наркомафией Мексики: Тихуанский картель, Картель Хуареса, Картель Гольфо, Картель Синалоа, Лос-Сетас и др.
- Сальвадорская мафия (страны Северной и Центральной Америки)
- ОПГ (Россия) — балашихинская, люберецкая, ореховская, солнцевская, чеченская и другие ОПГ.
- Триада (Китай)
- Турецкая мафия (Турция, Нидерланды, Германия, Бельгия, Балканы, Австрия, Англия[22], США[23])
- Украинская мафия (Украина, США, Европа)
- Якудза (Япония)
- Рэсколы (Папуа — Новая Гвинея)
- Преманы (Индонезия)

## Влияние на популярную культуру
Мафия и её репутация прочно укоренились в американской поп-культуре, будучи запечатлённой в кино, на телевидении, в книгах и журнальных статьях.
Некоторые рассматривают мафию в качестве набора атрибутов, глубоко укоренившихся в популярной культуре, как «способ бытия» — «мафия есть осознание собственной ценности, великая идея индивидуальной силы как единственного судьи в каждом конфликте, каждом столкновении интересов или идей».
Итальянская мафия появлялась в шоу «Смертоносный воин» (2009—2011), где сражалась с Якудзой.

### В кино и на телевидении

#### Фильмы
О мафии сняты сотни фильмов, здесь указаны некоторые наиболее значимые
- Лицо со шрамом (1932)
- Крёстный отец (1972, «Оскар» за лучший фильм), Крёстный отец 2 (1974, «Оскар» за лучший фильм) и Крёстный отец 3 (1990)
- Афера (1973, «Оскар» за лучший фильм)
- Честь семьи Прицци (1985)
- Неприкасаемые (1987)
- Славные парни (1990)
- Бронксская повесть (1993)
- Криминальное чтиво (1994)
- Казино (1995)
- Донни Браско (1997)
- Крёстная мать (1997)
- Проклятый путь (2002)
- Отступники (2006, «Оскар» за лучший фильм)
- Ирландец (2019)
- Предатель (2019)

#### Сериалы
- Криминальные истории (1986—1988)
- Спрут
- Клан Сопрано
- Подпольная империя
- Рэй Донован
- Лас-Вегас
- Последний дон (1997)
- Рэкет (1997)
- Готэм
- Честь и уважение (L'onore e il rispetto, 2006 - 2017)
- Острые козырьки (2013)
- Винченцо (южнокорейский сериал, 2021)

### В компьютерных играх
- Grand Theft Auto
- Legal Crime (Чикаго, 1932: Дон Капоне)
- Mafia: The City of Lost Heaven
- Mafia II
- Mafia III
- Mafia: Definitive Edition
- Mob Enforcer
- The Godfather: The Game
- The Godfather II
- This Is The Police
- Gangster (1, 2, 3, 4, 5, 6, 7)
- Hotline Miami
- Hotline Miami 2: Wrong Number
- Red Dead Redemption 2
- Yakuza (серия игр)

### В аниме и манге
- Reborn!
- 91 Days
- Проза бродячих псов
- Тетрадь смерти
- Gangsta.
- JoJo’s Bizarre Adventure Part 5: Golden Wind
- Hunter x Hunter
- Banana Fish
- Пираты «Чёрной лагуны»
- Гроб Джексона
- Baccano!